# Герб Джерси
Герб Джерси (англ. Coat of arms of Jersey) — один из государственных символов британского коронного владения Джерси. Был дарован острову королём Эдуардом I в 1279 году.
Герб Джерси представляет собой красный щит, на котором изображены три британских льва. Одновременно напоминает гербы Нормандии, Англии, Гернси и Сарка. В 1981 году добавлен на флаг Джерси.